# Jesús Urueta
Jesús Urueta (Ciudad de Chihuahua, Chihuahua, 9 de febrero de 1867 - Buenos Aires, Argentina, 8 de diciembre de 1920) fue un político, orador y periodista mexicano. Se le conoció como el "Príncipe de la Palabra".

## Estudios y docencia
Realizó estudios de jurisprudencia en la Ciudad de México en la Escuela Nacional de Jurisprudencia, donde trabajó como bibliotecario. Impartió clases de Literatura en la Escuela Nacional Preparatoria.

## Político y diplomático
Durante el gobierno de Francisco I. Madero fue diputado de la XXVI Legislatura del Congreso de la Unión de México. El gobierno de Madero, recibió duras críticas por una oposición conocida como el "Cuadrilátero" conformado por Francisco M. de Olaguíbel, José María Lozano, Nemesio García Naranjo y Querido Moheno, quienes atacaron las acciones legislativas maderistas utilizando retórica y exagerando las noticias de rebeliones, de anarquía y de bancarrota. Entre ellos, había algunos porfiristas.  Urueta en cambio, perteneció al "Bloque Renovador" participando a lado de Serapio Rendón, Luis Cabrera, Roque González Garza, Enrique Bordes Mangel y Francisco Escudero. Este grupo era contrario a la conciliación; cuando Madero pretendía la aproximación con los partidos de oposición, los renovadores se indignaban si el presidente cedía a la presión política, entonces la oposición se levantaba de forma amenazadora. Durante el período presidencial de Victoriano Huerta, los  renovadores fueron criticados por los integrantes de la Casa del Obrero Mundial (COM). La COM exigía por medio de mítines jornadas laborales de 8 horas, y semanas laborales de 6 días. A consecuencia, en mayo de 1914, la COM fue clausurada por el gobierno huertista; sus miembros extranjeros fueron deportados y sus miembros mexicanos arrestados.
En diciembre de 1914, durante el desarrollo de la Revolución mexicana, Urueta fue nombrado jefe de despacho de la Secretaría de Relaciones Exteriores del Gobierno Constitucionalista y alterno de Venustiano Carranza. El cargo lo ejerció del 15 de enero al 23 de junio de 1915. En octubre de 1916, por iniciativa del general Pablo González Garza, del general Álvaro Obregón, y del general Cándido Aguilar se fundó el Partido Liberal Constitucionalista (PLC), el cual fue dirigido por el ingeniero y general Eduardo Hay; Jesús Urueta y José I. Lugo fueron de los civiles que se unieron al partido.
En 1919, fue nombrado ministro plenipotenciario para representar al gobierno mexicano en Buenos Aires, siendo sucesor de Amado Nervo. Falleció en dicha ciudad el 8 de diciembre de 1920, sus restos mortales fueron repatriados y sepultados en la Rotonda de las Personas Ilustres. Su hija es la escritora Margarita Urueta quien escribió su biografía bajo el título de Jesús Urueta: la historia de un gran desamor en 1964.

## Publicaciones
Como periodista colaboró para la revista El Siglo XIX y para La Revista Moderna, entre sus publicaciones se encuentran:
- Alma poesía: conferencias sobre literatura griega, pronunciadas en la Escuela Nacional Preparatoria en 1904.
- Pasquinadas en 1915.
- Desenfados políticos en 1918.
- Discursos literarios en 1919.
- El arte de hablar en público en 1923.